# The New Look
För andra betydelser, se The New Look (TV-serie).
The New Look ("det nya utseendet") är ett begrepp som myntades om Christian Diors första klädkollektion 1947.

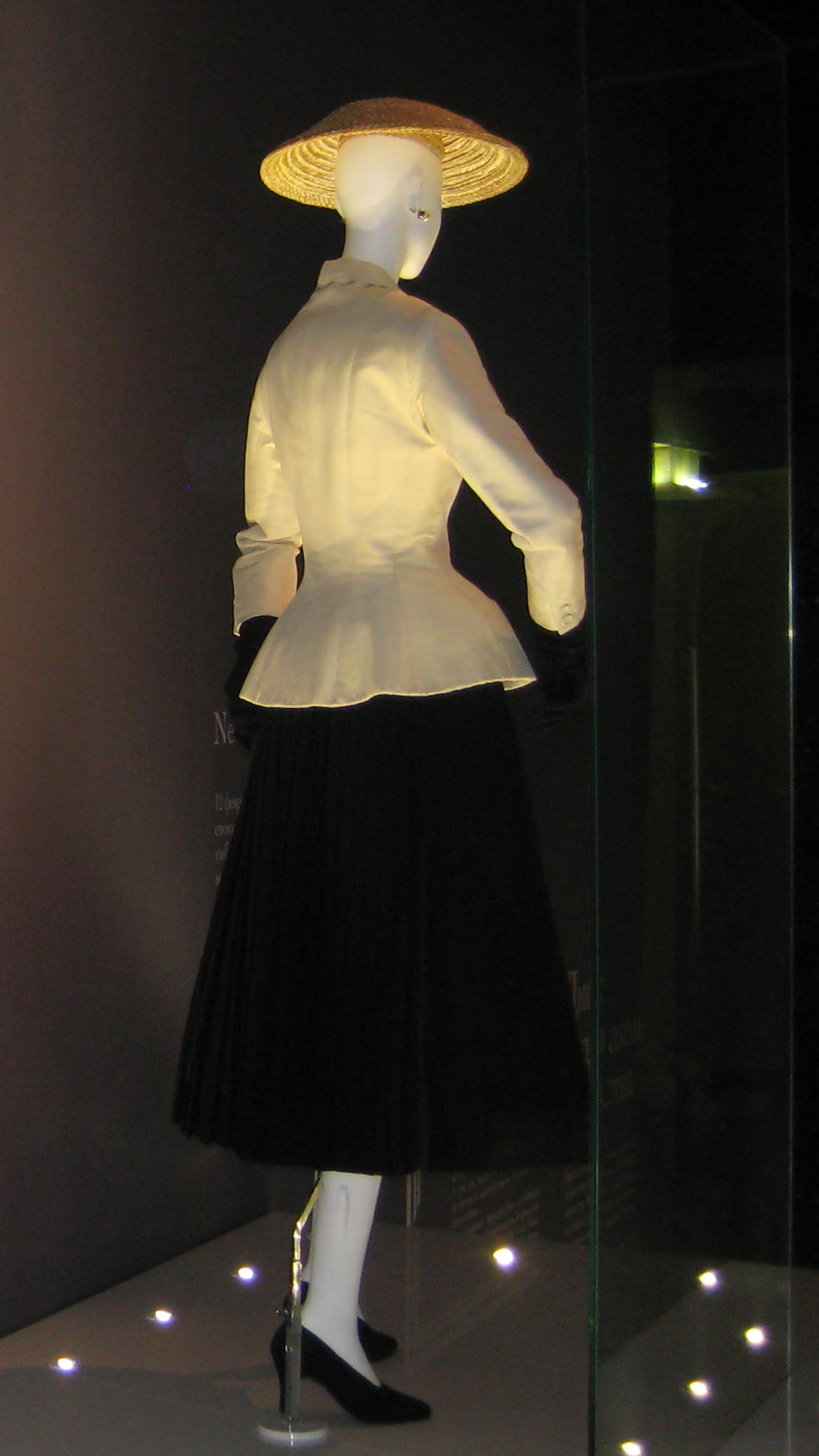
Skyltdocka klädd i dräkt från 1947, Dior's "New Look" (Corolle collection, Vår/Sommar 1947) från utställning i Moskva 2011.

Dior visade upp sin första kollektion i Paris den 12 februari 1947. Efter showen kommenterade den amerikanska modeskribenten Carmel Snow från Harper's Bazaar: "It's quite a revolution, dear Christian. Your dresses have such a new look".
Dior ville framhäva de kvinnliga formerna med sina klänningar, vilka vanligen tillverkades i siden eller satin. Det handlade om en markerad byst, smal midja, betonade höfter och en vid underkjol av tyll som lyfte upp kjoldelen. En kjol av taftsiden kunde kräva uppemot 20 meter tyg för att få den avsedda vidden. Ett flertal kvinnliga filmstjärnor och kändisar anammade den nya stilen, däribland Audrey Hepburn och Grace Kelly.

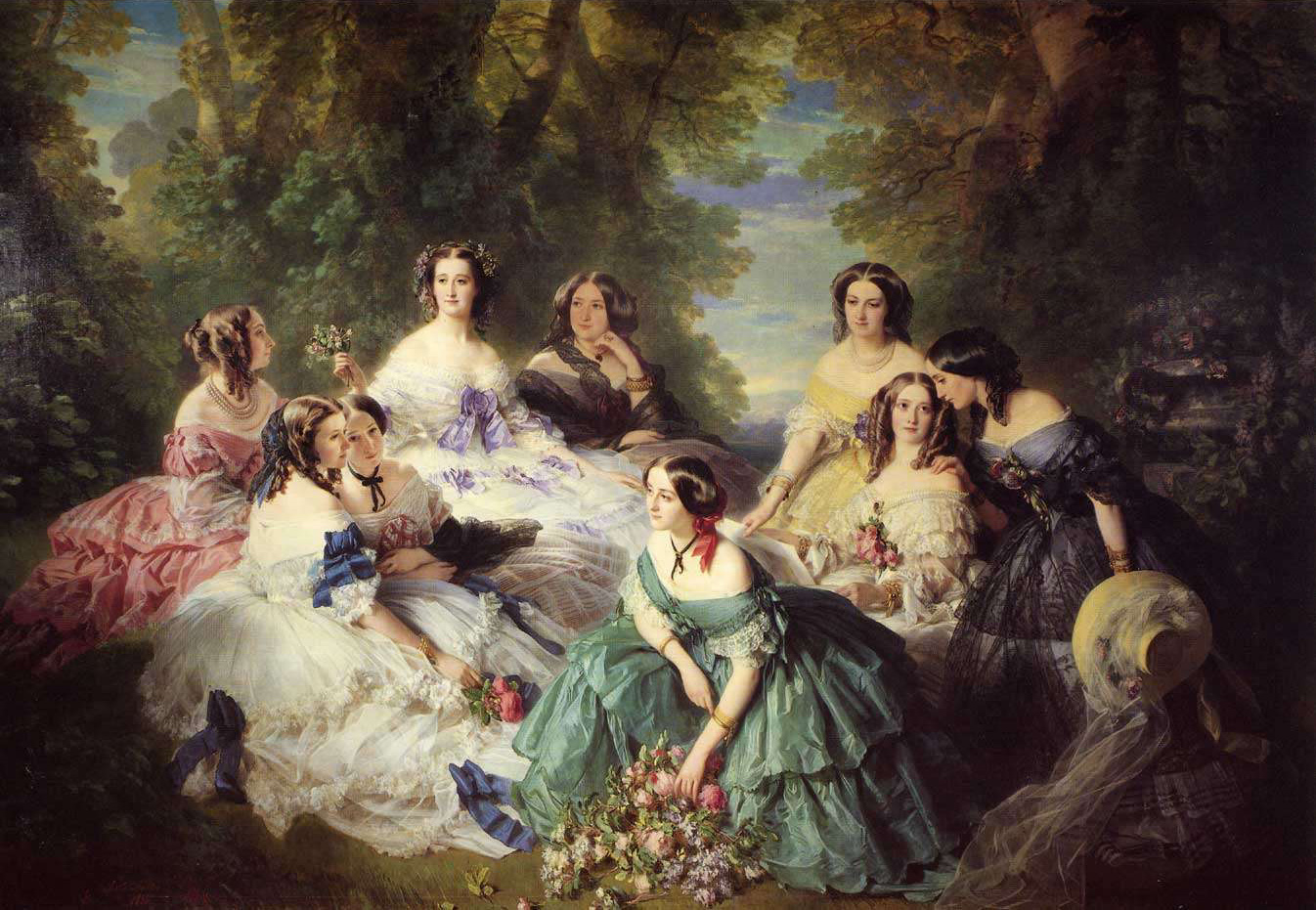
Kejsarinnan Eugénie omgiven av sina hovdamer, målning från 1855 av Franz Xaver Winterhalter.

Det sägs att Dior hade inspirerats av Franz Xaver Winterhalters målning av kejsarinnan Eugénie från 1855, där hon sitter omgiven av sina hovdamer, alla iklädda enorma krinoliner. The New Look utgjorde en modern version av det gamla krinolinmodet, med dräkter och klänningar med nätta (inte axelvadderade) liv och vida vadlånga kjolar. Smal midja påbjöds igen, men Diors korsett bestod av ett midjebälte som snördes i ryggen, och klänningslivet var styvat med tunna stålskenor för att ge en slank och rakryggad silhuett.
Modemässigt varade The New Look till 1954–1955, då Dior lanserade sin så kallade A-linje.